# New Departure Manufacturing Company
La New Departure Manufacturing Company (inizialmente chiamata New Departure Bell Company) è stata la più grande produttrice di cuscinetti a sfera nel mondo tra gli anni '20 e gli anni '30. Ha prodotto anche campanelli, freni per bici, lampade per bici, e automobili (soprattutto taxi). Nel 1919 è stata fusa alla General Motors Corporation.

## Storia
L'azienda New Departure Manufacturing Company fu fondata nel 1888 a Bristol, nel Connecticut, dai fratelli Albert F. Rockwell e Edward D. Rockwell, con l'intento di produrre un nuovo tipo di campanelli per porta brevettato da Albert Rockwell. Originari della città di Jacksonville, in Florida, i fratelli Rockwell avevano gestito precedentemente un negozio per la vendita al dettaglio di ferramenta a Jacksonville, che si sono trovati costretti a chiudere a causa di un'epidemia di febbre gialla.
Per lo sviluppo del campanello, che Albert Rockwell aveva brevettato già prima di trasferirsi a Bristol, i fratelli Rockwell si servirono della collaborazione di Hiram C. Thompson per la produzione del meccanismo interno. Thompson diede inoltre in affitto ai Rockwell lo spazio necessario alla nuova azienda, denominata "New Departure Bell Company".
Negli anni 1890 l'azienda spostò la propria produzione ad accessori per biciclette, tra cui campanelli, lampade e freni a contropedale per bici (questi ultimi dotati di cuscinetti in acciaio e prodotti nello stabilimento su North Main Street a Bristol), con una produzione giornaliera alla fine degli anni 1890 che superava le 20.000 unità di campanelli per bici e 5.400 freni a contropedale. Divenuta famosa per la produzione di freni a contropedale, la New Departure Bell Company cambiò il nome in "New Departure Manufacturing Company" nel 1901.
Nel 1905 la New Departure assorbì l'azienda competitrice Liberty Bell Company (originariamente chiamata "Bristol Bell Company"), fondata nel 1898 da Edward Rockwell.
Nel 1906 l'azienda entra nel settore automobilistico con la produzione di un cuscinetto sferico in metallo per autoveicoli (realizzati dalla sussidiaria Bristol Engineering Co.), diventando una delle maggiori aziende produttrici di cuscinetti a sfere nel mondo, con una produzione giornaliera nel 1914 di circa 5.000 cuscinetti.
Al 1907 risale la produzione del Rockwell Taxi Cab. Seguì nel 1910 l'acquisizione della società Harry S. Houpt Manufacturing Company, continuando così la produzione di automobili sotto il marchio "Houpt-Rockwell", con una produzione di circa 100 veicoli con questo marchio. La produzione di automobili (principalmente taxi) continuò quindi sotto il marchio "Rockwell", dopo l'acquisizione della Bristol Engineering Company nel 1910, fino al 1912, con una produzione di circa 200 automobili.
Negli anni '10 l'azienda si allargò con nuovi stabilimenti produttivi nella città di Bristol e acquistò terreni ed edifici della Whitlock Coil Pipe Company su South Street a West Hartford, dove sorse la nuova filiale per la produzione di supporti per alberi con cuscinetti a sfera, avviata nel 1913. Lo stabilimento di West Hartford subì diversi ampliamenti, che portarono nel 1919 ad ospitare 600 dipendenti, con una produzione di 12.000 cuscinetti al giorno, mentre 10 anni dopo il numero di dipendenti era salito a 1.100, con una produzione di 47.000 cuscinetti, con un catalogo di 70 dimensioni di cuscinetti. Tali ampliamenti furono supportati dall'acquisto di terreni nelle vicinanze dello stabilimento, poi divisi in lotti e rivenduti ai dipendenti a prezzi ridotti, portando allo sviluppo di tali aree.
Nel 1913 Albert F. Rockwell si dimise dalla carica di presidente dell'azienda a causa di divergenze con alcuni amministratori dell'azienda. DeWitt Page, suo fratellastro, prese il suo posto e supervisionò la fusione dell'azienda con uno dei suoi maggiori clienti, la General Motors Corporation, che avvenne nel 1919. Dopo la fusione, la New Departure continuò a produrre parti di biciclette e a vendere cuscinetti ad altre case automobilistiche. Nel 1920 la New Departure Co. acquistò lo stabilimento di Meriden per la produzione di cuscinetti a sfera. Tale stabilimento era stato utilizzato da Jedediah Wilcox a partire dal 1850 fino a prima del 1886 (quando fu acquistato da Rawitzer Brothers Woollen Co., dopo diversi passaggi di proprietà) per la produzione di borse da viaggio, gonne a cerchio, gonne Balmoral e tessuti di lana. Negli anni '20 e '30 New Departure assieme ad altre società del Connecticut, in particolare Fafnir, the Torrington Co., Marlin-Rockwell Corp. (formata da Rockwell dopo aver lasciato New Departure) e Norma-Hoffman Bearings Corp., hanno prodotto più della metà dei cuscinetti a sfera nel mondo e New Departure era il più grande produttore mondiale.
Nel 1932 lo stabilimento di West Hartford fu chiuso, e al suo posto sorsero stabilimenti della Anemostat Corporation (produttrice di sistemi di ventilazione e distribuzione dell'aria, con sede principale nel Delaware) e della United Tool and Die Company (produttrice di lamiere, con sede principale a West Hartford).
Nel 1933 l'azienda era la più grande di Bristol, consumando metà dell'energia elettrica e dell'acqua della città e possedendo terreni per l'attività produttiva che si estendevano in questa città su due milioni di piedi quadrati. Nello stesso l'azienda ha prodotto i tre quarti dei cuscinetti a sfera utilizzati negli Stati Uniti e la metà di quelli prodotti a livello globale.
A causa dello scoppio della seconda guerra mondiale, General Motors utilizzò gli stabilimenti per contribuire allo sforzo bellico, stipulando nel 1941 un contratto con il governo degli Stati Uniti per un progetto di espansione dello stabilimento di Franklin Street, che costò 500.000 dollari, oltre ad un investimento di 2.442.355 dollari per le apparecchiature dedicate alla produzione di cuscinetti a sfera per eliche e altri componenti di aeroplani.
La New Departure, assieme ad altre centinaia di aziende, ha fornito parti per la costruzione dell'innovativo "computer di difesa" 701 di IBM, sviluppato nel 1951-52, che fu il primo computer elettronico su larga scala disponibile in commercio.
Nel periodo postbellico, la sede di Meriden fu occupata da un produttore di articoli in metallo formato e molte attività amministrative e produttive della New Departure sono state centralizzate presso lo stabilimento di Forge, in funzione fino al 1965, quando la General Motors unì le sue divisioni New Departure e Hyatt. Nel 1971 la New Departure fu trasferita in un nuovo stabilimento a Bristol.

## Sedi
La New Departure Manufacturing Company contava i seguenti stabilimenti produttivi:
- New Departure Mfg. Co. (successivamente Divisione della General Motors Inc.) - 135 Center Street, Bristol
- New Departure Division Forge Plant (successivamente passata alla General Motors Corp.) - 50, 72, 100 Franklin Street, Bristol
- New Departure Mfg. Co. - 225, 255 North Main Street, Bristol
- New Departure Co. (successivamente Divisione della General Motors Inc.) - 290 Pratt Street, Meriden
- New Departure Mfg. Co. Housing - 82 Cambridge Street, West Hartford
- New Departure Mfg. Co. - 1031 New Britain Avenue, West Hartford

Aveva inoltre una filiale in Germania e reparti di vendita e pubblicità a Bristol, New York, Berlino, Londra e Copenaghen.